# Vahtrepa
Vahtrepa (Duits: Wachterpäh) is een plaats in de Estlandse gemeente Hiiumaa, provincie Hiiumaa. De plaats heeft de status van dorp (Estisch: küla).
Tot in oktober 2017 behoorde Vahtrepa tot de gemeente Pühalepa. In die maand werd de fusiegemeente Hiiumaa gevormd, waarin Pühalepa opging.

## Bevolking
De ontwikkeling van het aantal inwoners blijkt uit het volgende staatje:
| Jaar            | 2000 | 2011 | 2017 | 2019 | 2021 |
| --------------- | ---- | ---- | ---- | ---- | ---- |
| Aantal inwoners | 51   | 34   | 41   | 43   | 40   |

## Geografie
De plaats ligt aan de noordwestkust van het eiland Hiiumaa. Bij Vahtrepa horen enkele onbewoonde eilanden, waarvan Vohilaid met 4,16 km² het grootste is. Vohilaid was tot in 1956 bewoond. Het op een na grootste eiland, Hõralaid, is met 22,5 hectare al meteen veel kleiner. Vohilaid grenst in het noorden aan de Hellamaabaai en in het oosten aan Hari Kurk, de zeestraat tussen de eilanden Hiiumaa en Vormsi.
Een groot deel van het dorp, waaronder Vohilaid, hoort bij het natuurpark Vahtrepa maastikukaitseala. De belangrijkste bezienswaardigheid van het natuurpark ligt aan de oostkant van het dorp. Het is een steile wand van kalksteen, de Vahtrepa pank of Kallaste pank. De wand is 7,5 meter hoog en meer dan 500 meter lang. Een deel van de wand is een ontsluiting, waar de kalksteen aan de oppervlakte komt. Dat deel is 3,5 meter hoog en 37 meter lang. De kalksteen is rijk aan fossielen, vooral mosdiertjes en stromatoporen. In de omgeving groeien zeldzame planten. Het dennenbos rond de Vahtrepa pank is 120 tot 140 jaar oud.
Volgens een legende was in de Vahtrepa pank ooit een smidse gevestigd. De smid kreeg ruzie met zijn dorpsgenoten en vertrok naar Vohilaid nadat hij de ingang van de smidse met een steen had afgesloten.

## Geschiedenis
Vahtrepa werd voor het eerst vermeld in 1565 als Wacthar Pä by of Wachterpa (by is Zweeds voor ‘dorp’). In 1798 werd het dorp vermeld als Wachterpä. Het dorp lag op het grondgebied van Soonlep (Estisch: Soonlepa), een niet-zelfstandig landgoed onder Großenhof (Suuremõisa), dat in de jaren negentig van de 18e eeuw even een zelfstandig landgoed was.
Het dorp had tot in het midden van de 19e eeuw een belangrijke haven. Toen de haven van Heltermaa, die dieper was, in gebruik was genomen, raakte de haven van Vahtrepa in onbruik.

## Foto's

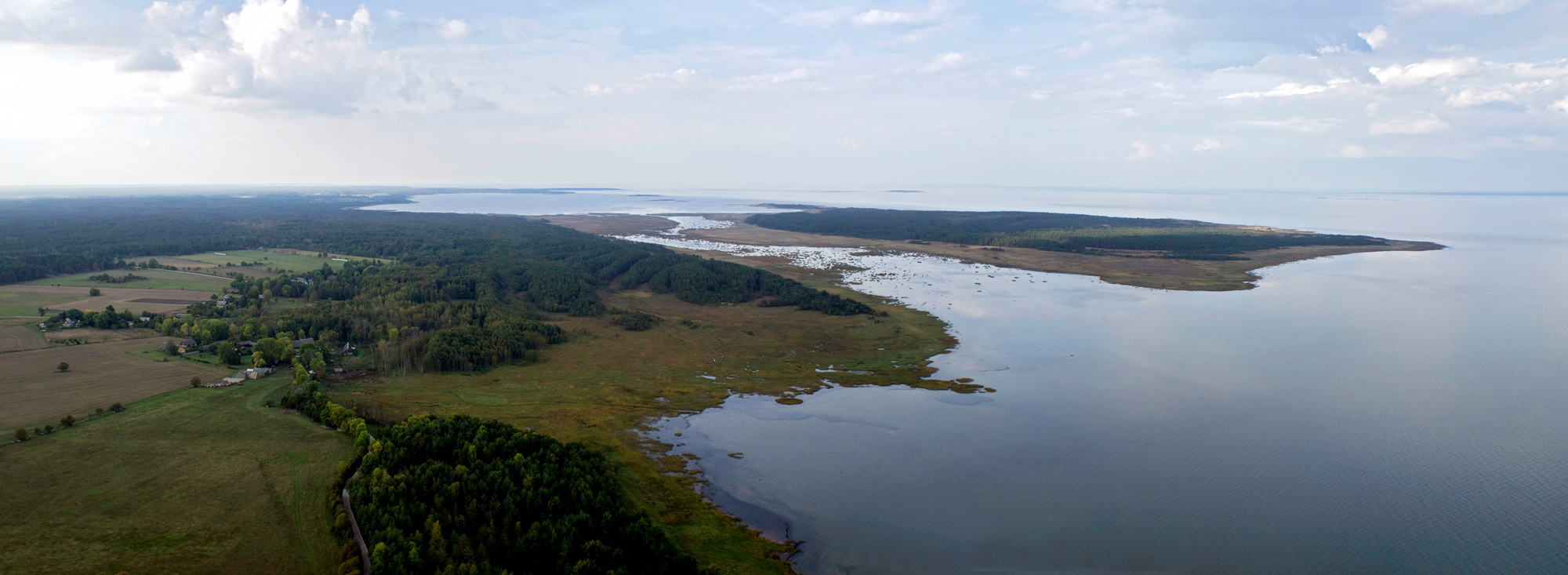
Vahtrepa en Vohilaid vanuit de lucht
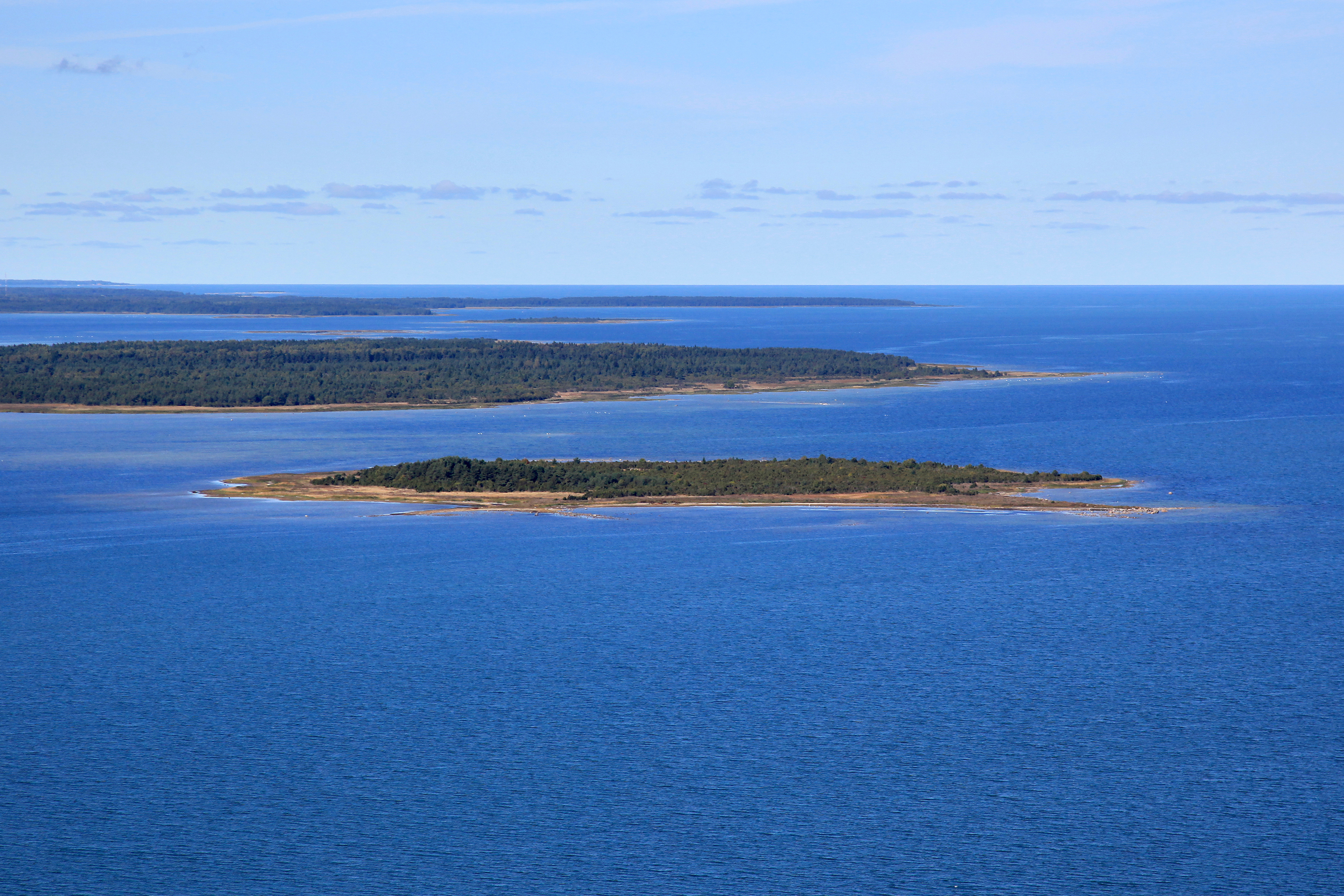
Voor: Hõralaid, achter: Vohilaid
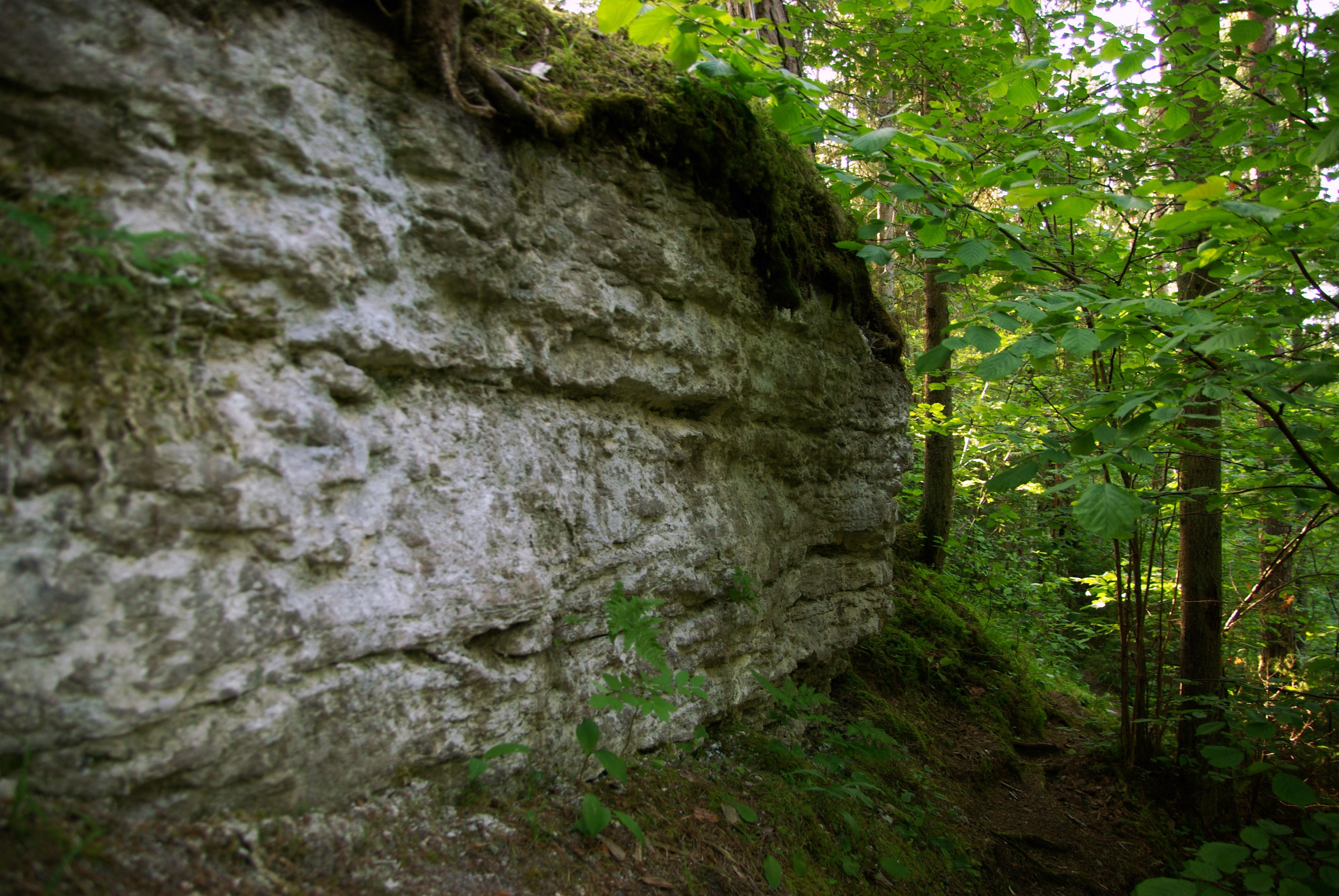
De Vahtrepa pank
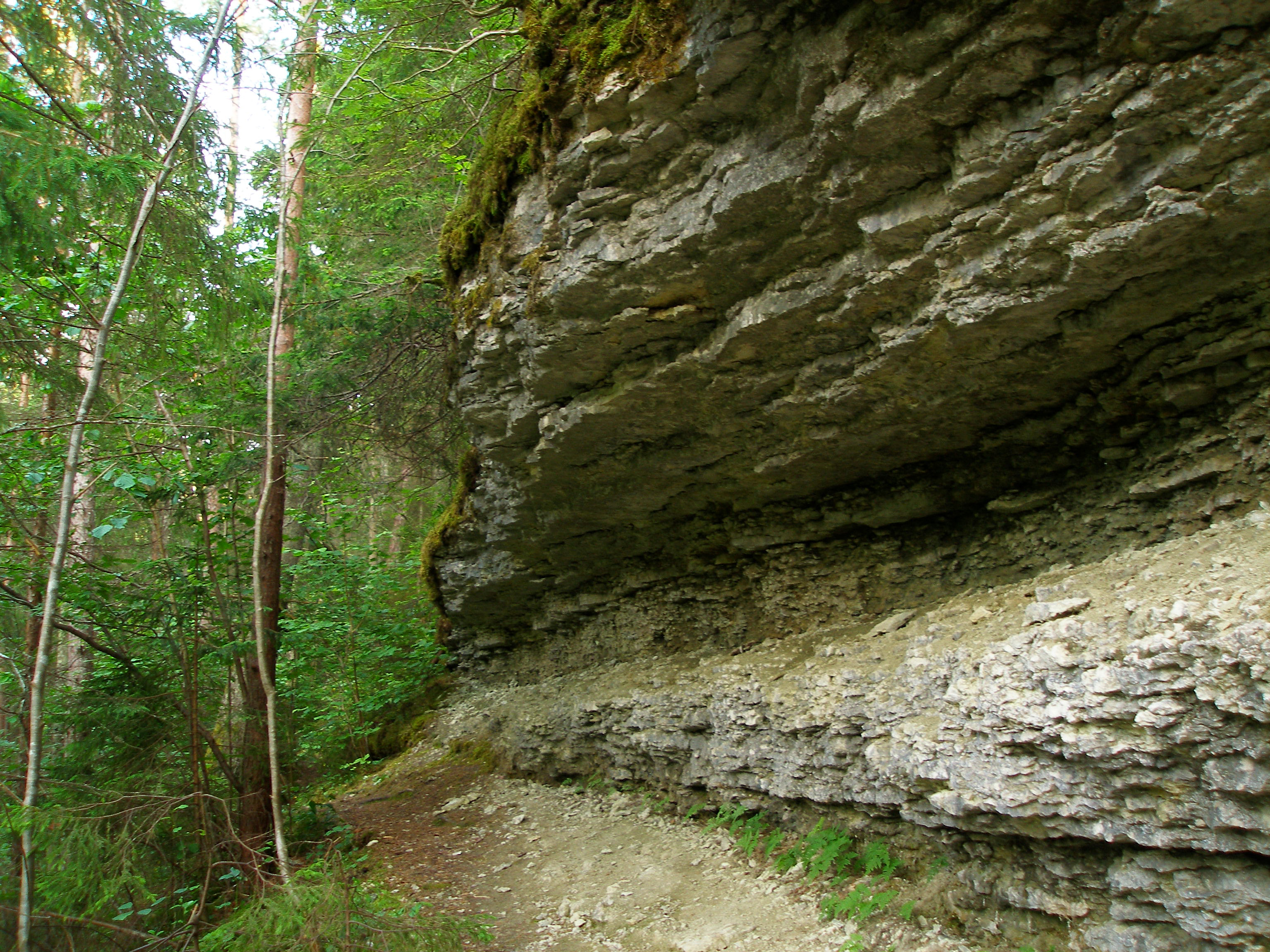
De Vahtrepa pank